# إيبينغ (محطة مترو أنفاق لندن)
إيبينغ (بالإنجليزية: Epping)‏ هي إحدى محطات مترو أنفاق لندن. تقع على خط سينترال في المنطقة (Zone) رقم 6 أفتتحت في 24 أبريل 1865، 25 سبتمبر 1949.

## معرض صور

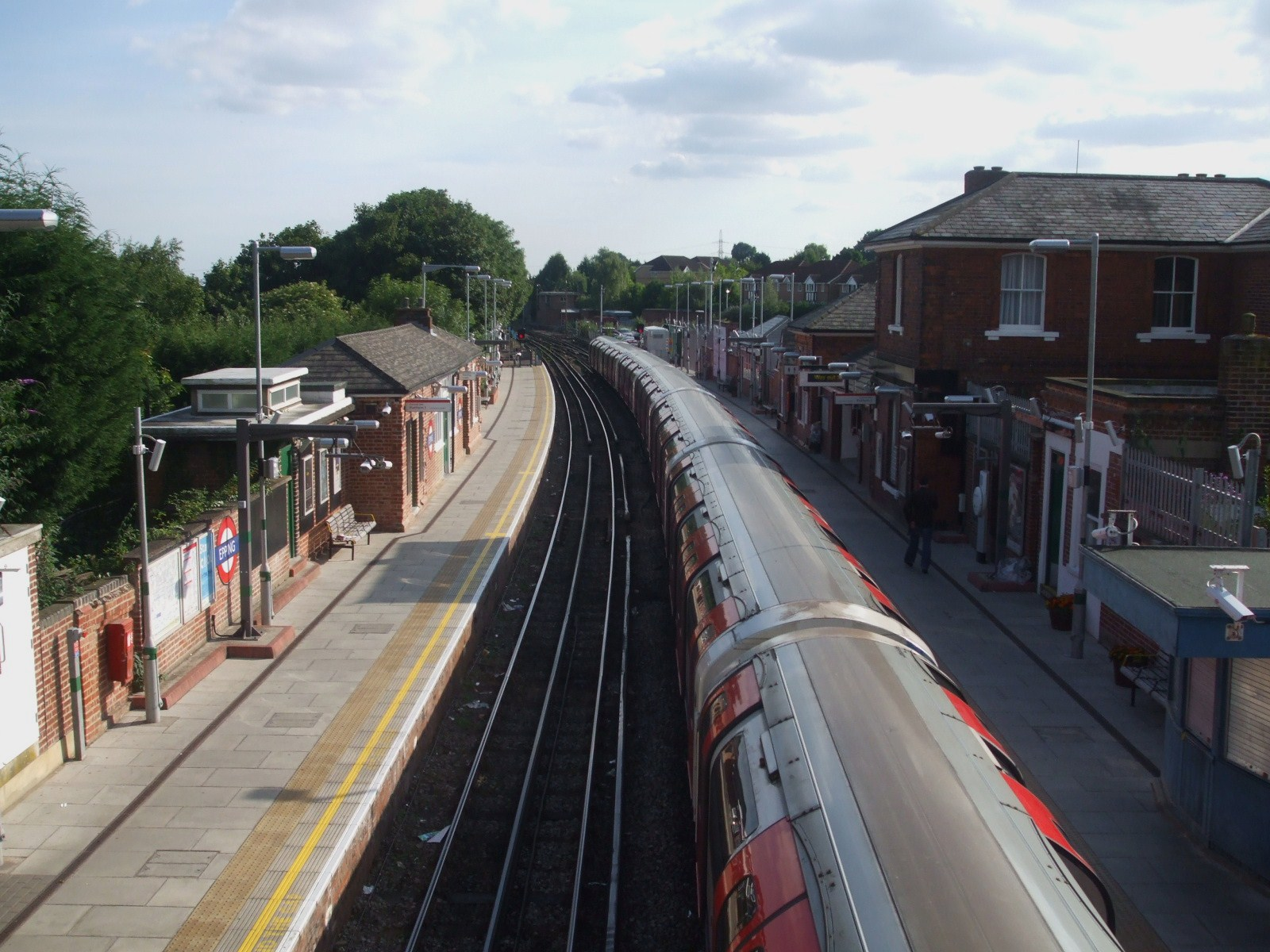
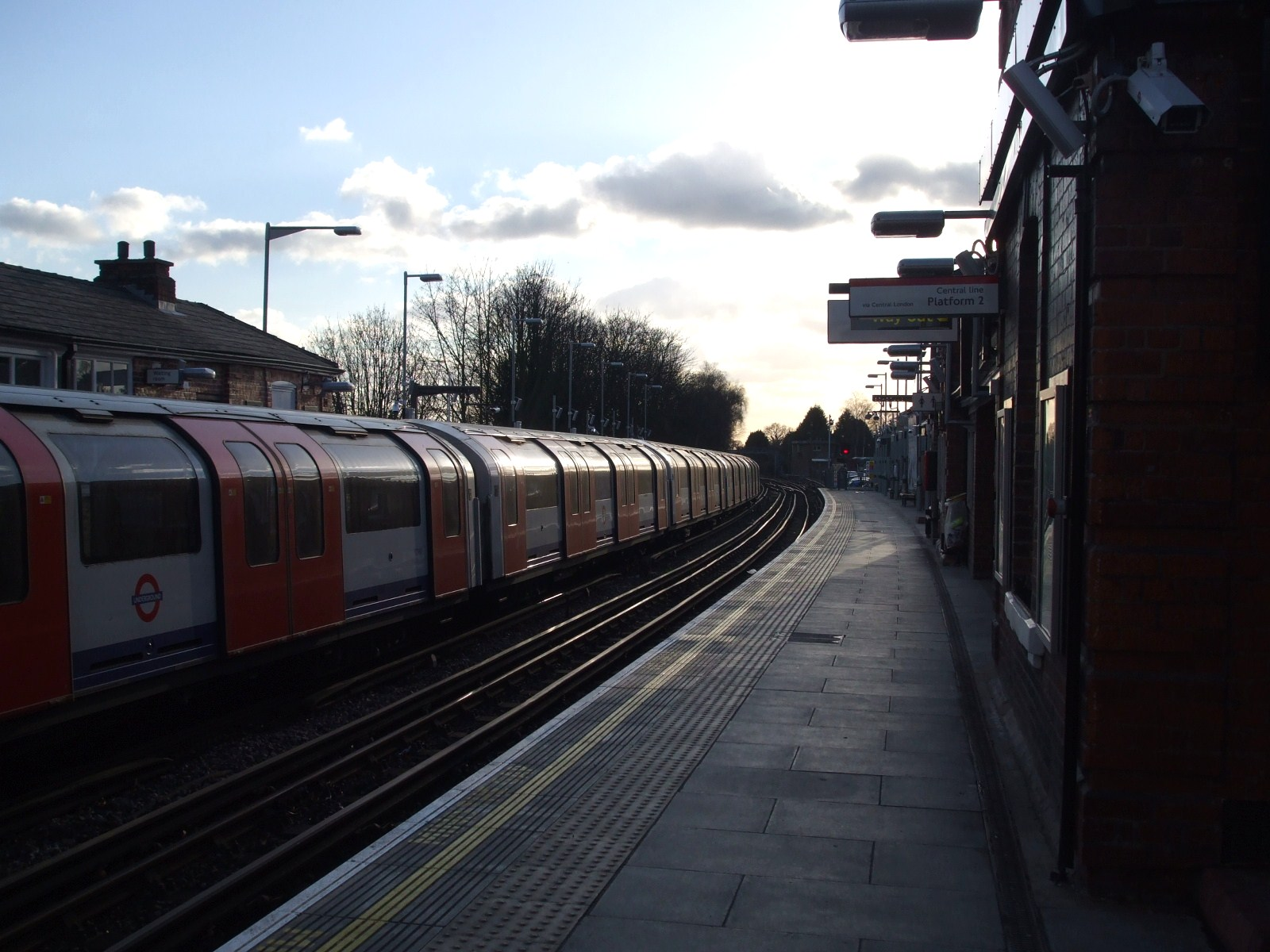
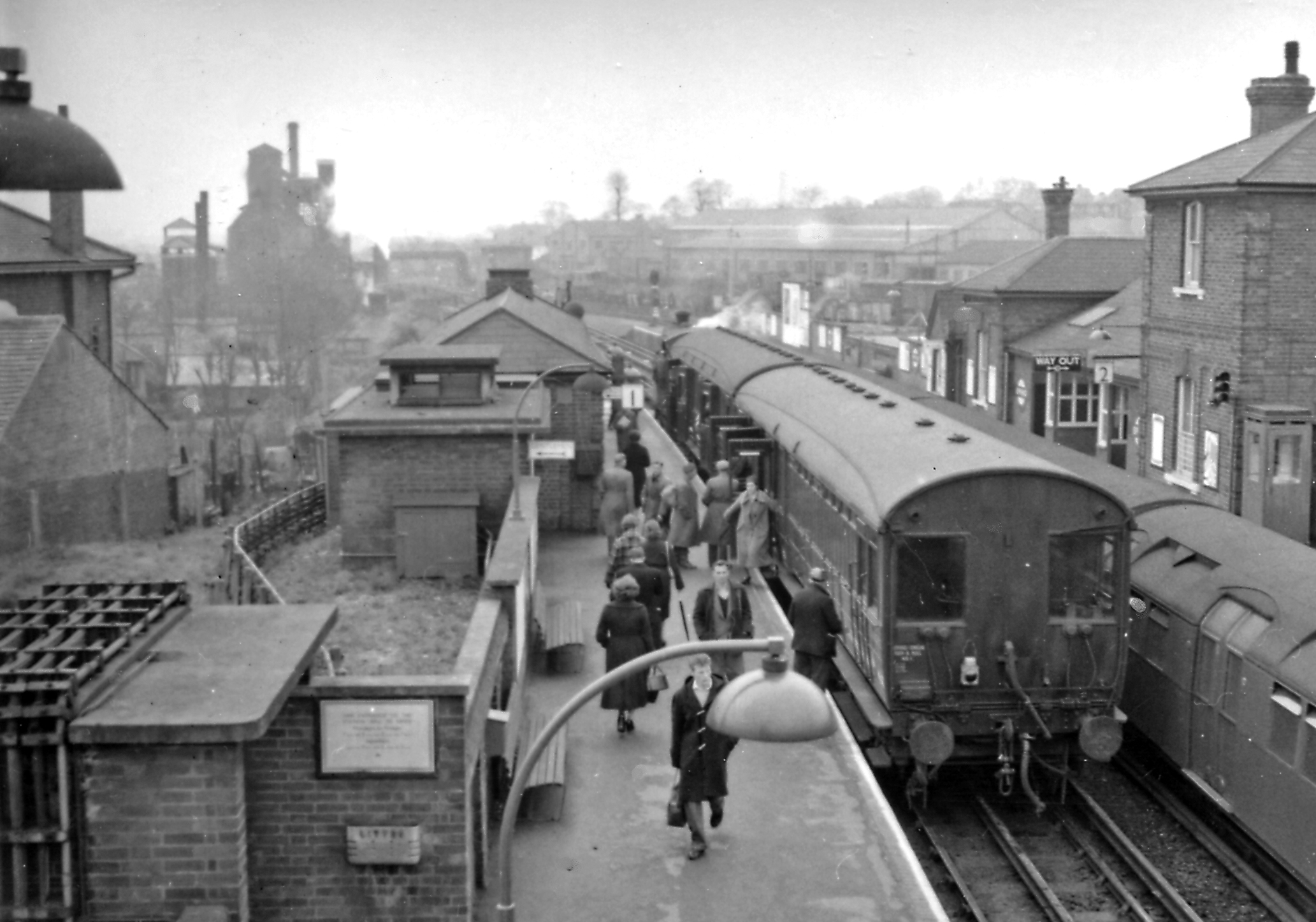
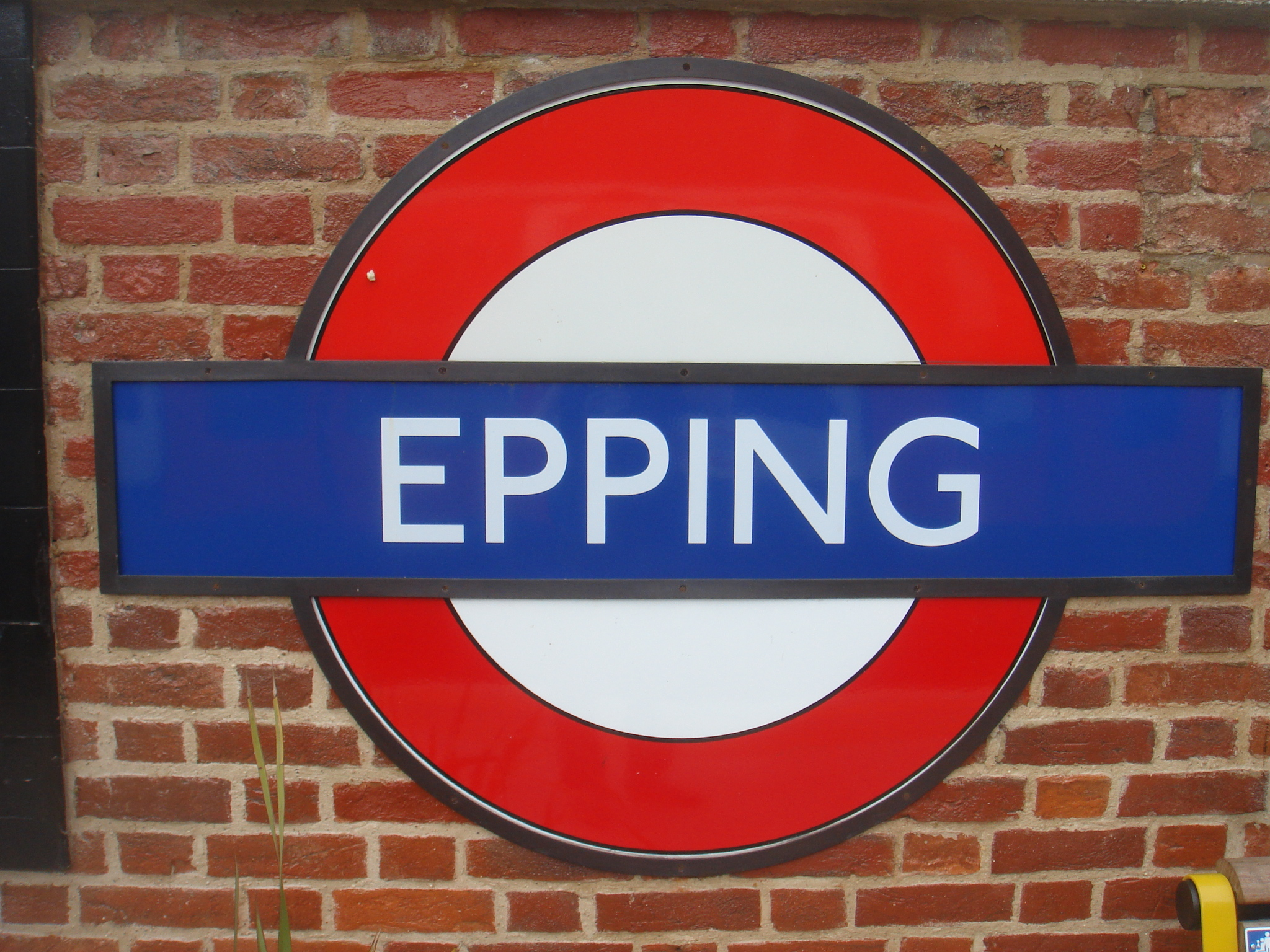
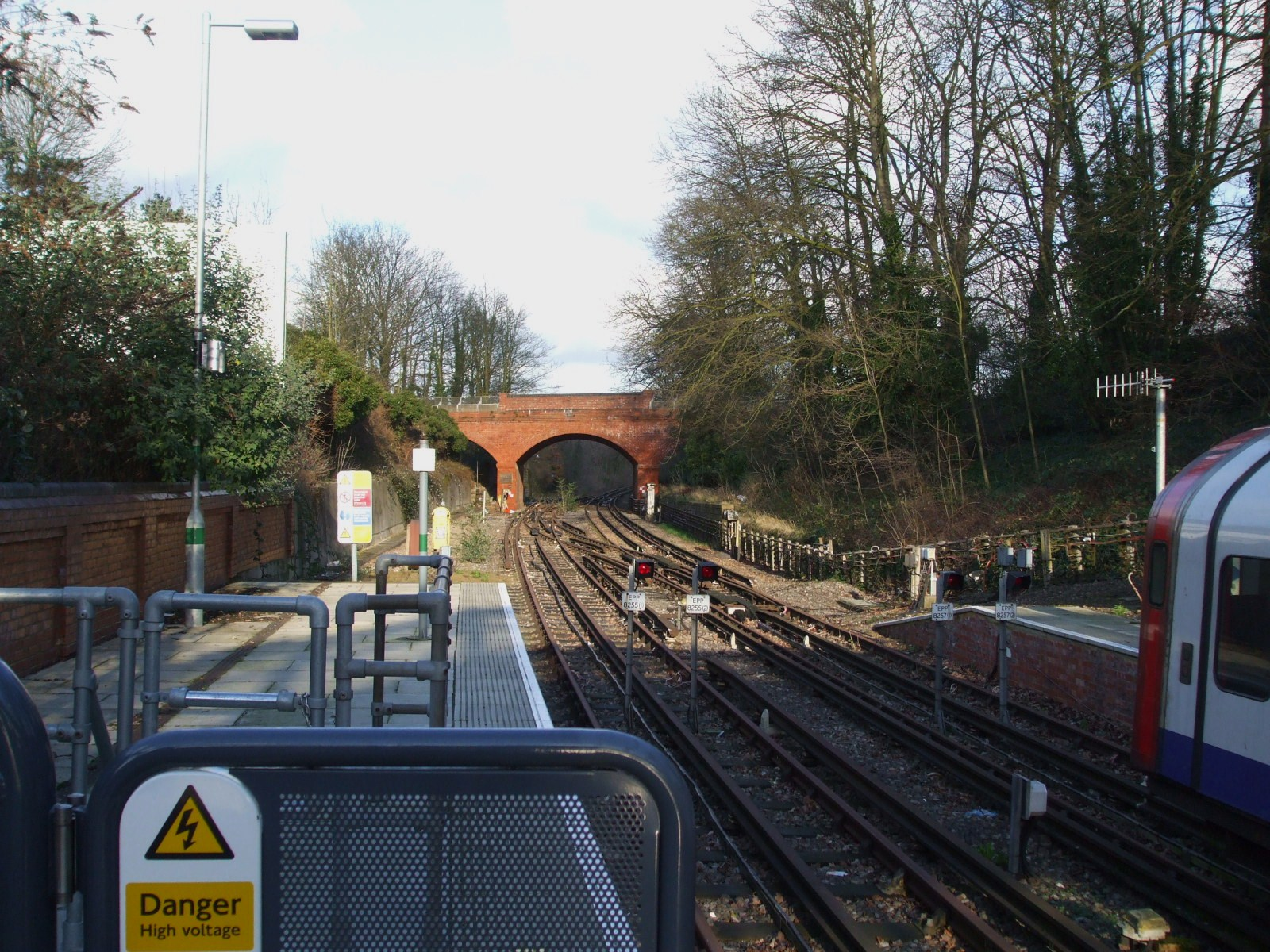
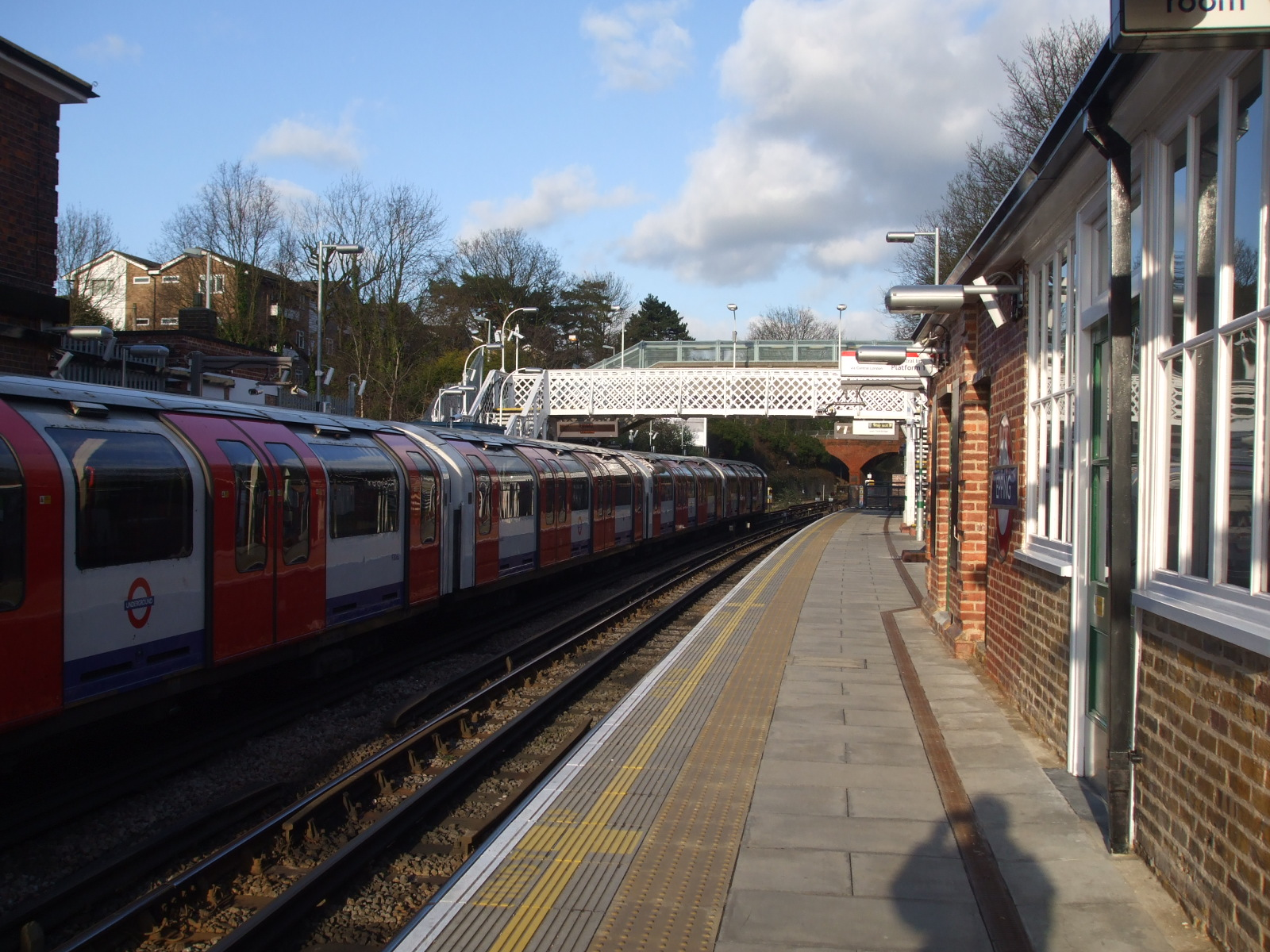